# ジェレヌク
ジェレヌク（Litocranius walleri）は、ウシ科ジェレヌク属に分類される偶蹄類。本種のみでジェレヌク属を形成する。ゲレヌクとも。別名はキリンレイヨウ、キリンカモシカ（麒麟羚羊）、ジラフアンテロープ、ジュラフアンテロープ。

## 分布
- L. w. walleri　ミナミジェレヌク

ケニア、ソマリア南部、タンザニア北部
- L. w. sclateri　キタジェレヌク

エチオピア南部、ジブチ、ソマリア北部

## 形態
体長140-160センチメートル。尾長22-35センチメートル。肩高80-105センチメートル。体重29-52キログラム。背面の毛衣は濃赤褐色、体側面の毛衣は淡黄褐色、胴体や尾の腹面の毛衣は白い。耳介背面、四肢の外側の毛衣は淡灰褐色。尾先端の体毛は黒や暗褐色。
脳頭蓋（眼窩より後方の頭骨）が顔面頭蓋（眼窩後端より前の部分）の1/3と短い。上唇は突出し、可動性がある。上顎小臼歯は左右3本ずつある。頸部や四肢は非常に長い。眼下部（眼下腺）と蹄の間（蹄間腺）に臭腺がある。
オスのみアルファベットの「S」字状の先端が前方か上方に向かう角がある。角長25-44センチメートル。角の断面は卵型で、角の表面には25-35本の節がある。オスは額の毛衣が濃橙褐色、メスは額の毛衣が暗褐色。乳頭の数は4個。
- L. w. walleri　ミナミジェレヌク

鼻骨長4.9-5.4センチメートル。
- L. w. sclateri　キタジェレヌク

鼻骨長7.4センチメートル

## 分類
- Litocranius walleri walleri　(Brooke, 1878)　ミナミジェレヌク
- Litocranius walleri sclateri　Neumann, 1899　キタジェレヌク

## 生態
砂漠やサバンナに生息する。ペアもしくはオスと2-5頭のメスからなる家族群で生活する。
食性は植物食で、木の葉、芽、枝、花、果実などを食べるが、草は食べない。高所にある葉は後肢だけで立ちあがりながら食べる。水分は食物から摂取する。
繁殖形態は胎生。妊娠期間は103-210日。1回に1頭の幼獣を産む。

## 画像

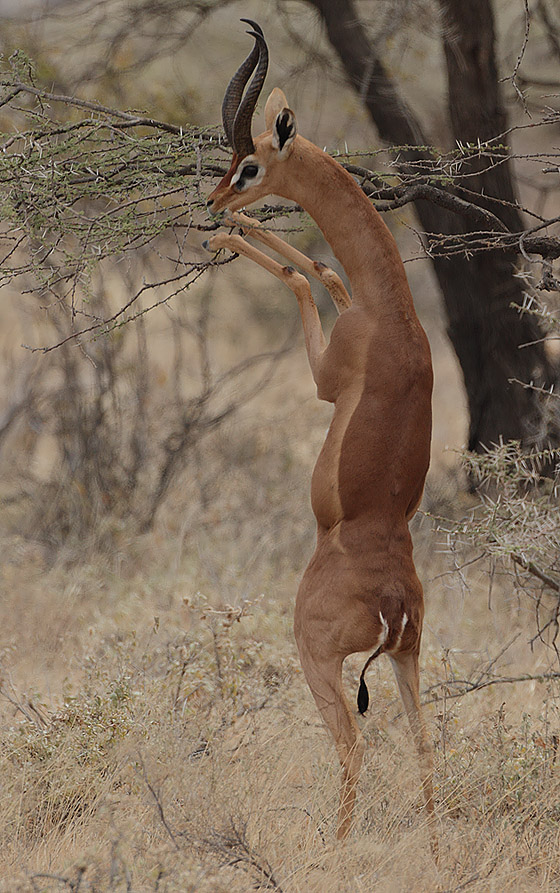
後肢で立ちあがり採食を行う本種